# Angelonia cornigera
Angelonia cornigera är en grobladsväxtart som beskrevs av Joseph Dalton Hooker. Angelonia cornigera ingår i släktet Angelonia och familjen grobladsväxter. Inga underarter finns listade i Catalogue of Life.